# 2019 en Afrique du Sud
Chronologie de l'Afrique du Sud
- 2015
- 2016
- 2017
- 2018
- 2019
- 2020
- 2021
- 2022
- 2023

Cet article présente les faits marquants de l'année 2019 en Afrique du Sud, ou concernant le pays.

## Évènements
- 8 mai : élections législatives.
- 19 mai : Attentat du 19 mai 2019 à Gizeh. C'est un attentat terroriste islamiste, à Gizeh, près du Caire en Égypte. Dix-sept personnes, originaires d'Égypte et d’Afrique du Sud, ont été blessées dans une explosion visant un bus de touristes, selon plusieurs sources sécuritaire et médicale[1].
- 22 mai : élection présidentielle sud-africaine de 2019 à l'Assemblée nationale réunie au Cap, la capitale parlementaire de l'Afrique du Sud afin d'en élire le président. L'élection présidentielle sud-africaine s'effectue dans le cadre d'un scrutin indirect, le chef de l’État étant élu par les 400 députés de l'assemblée nationale du parlement. Cyril Ramaphosa est réélu à la tête de l'État pour un mandat de cinq ans.
- 16 juillet : décès de Johnny Clegg[2].

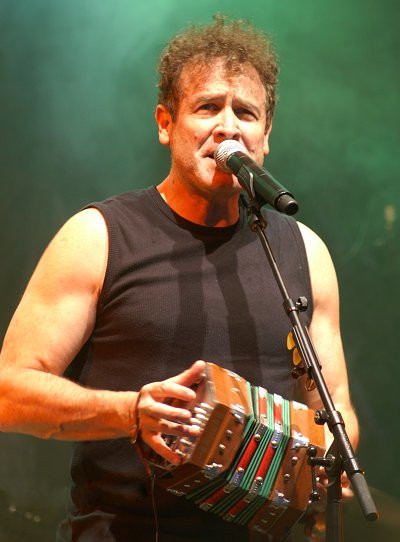
Johnny Clegg à Valenciennes le 14 juillet 2009.

- 1er septembre : début d'une vague de violence dans la province du Gauteng qui fera plusieurs victimes[3].
- 2 novembre :  l'Afrique du Sud remporte la Coupe du monde de rugby à XV 2019 en battant l'Angleterre et devient championne du monde pour la troisième fois[4].

## Culture

### Cinéma
- Escape Game (film).
- Flatland - Trois Horizons.
- L'Indomptable Feu du printemps.
- Moffie.

## Sport

### Cyclisme
- Saison 2019 de l'équipe cycliste Dimension Data.
- Championnats d'Afrique de cyclisme sur piste 2019.

### Football
- Championnat d'Afrique du Sud de football 2018-2019.
- Championnat féminin du COSAFA 2019.
- Coupe COSAFA 2019.

### Hockey sur gazon
- Tournoi africain de qualification olympique masculin de hockey sur gazon 2019.

### Judo
- Championnats d'Afrique de judo 2019.

### Plongeon
- Championnats d'Afrique de plongeon 2019.

### Rugby
- Tournoi d'Afrique du Sud de rugby à sept 2019.
- Tournoi féminin d'Afrique du Sud de rugby à sept 2019.
- The Rugby Championship 2019.
- Saison 2018-2019 du Pro14.
- Saison 2019 de Super Rugby.